# Naurath (Eifel)
Naurath (Eifel) è un comune di 383 abitanti della Renania-Palatinato, in Germania.
Appartiene al circondario (Landkreis) di Treviri-Saarburg (targa TR) ed è parte della comunità amministrativa (Verbandsgemeinde) di Schweich an der Römischen Weinstraße.